# Richard Beer-Hofmann
Richard Beer-Hofmann (* 11. Juli 1866 in Wien; † 26. September 1945 in New York) war ein österreichischer Romancier, Dramatiker und Lyriker.

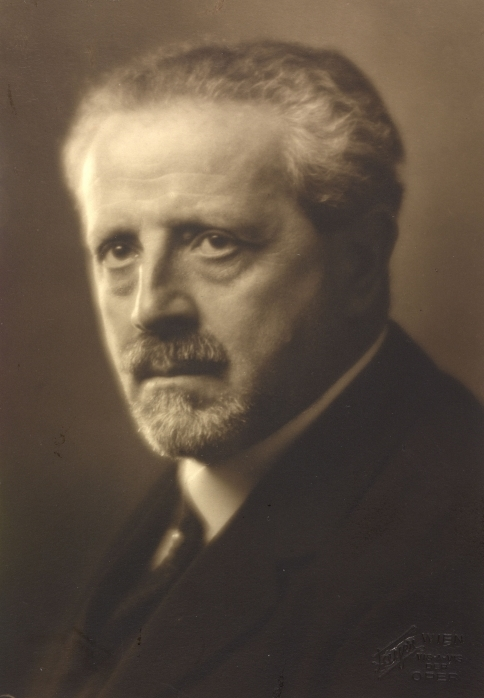
Richard Beer-Hofmann
(Aufnahme von Georg Fayer, 1927)

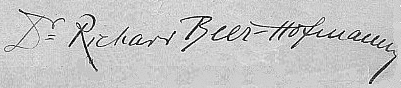
Autogramm 1906

## Leben

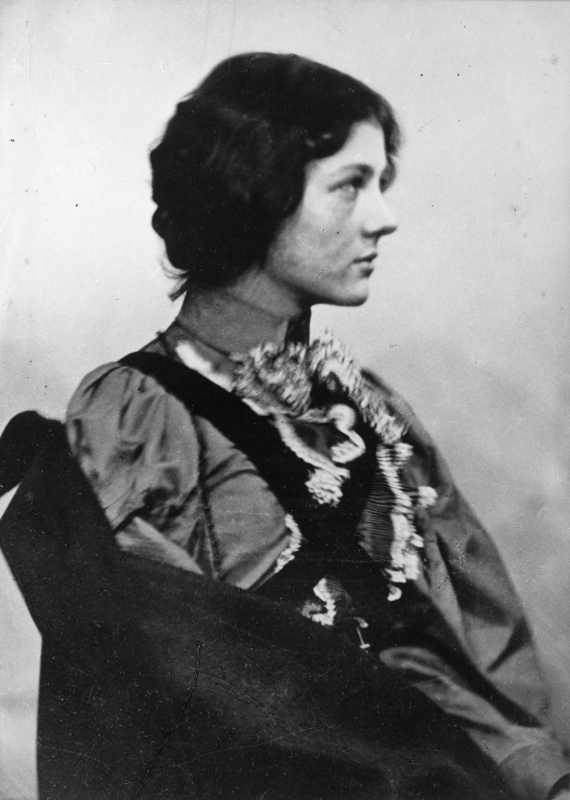
Paula Lissy (1892), spätere Ehefrau

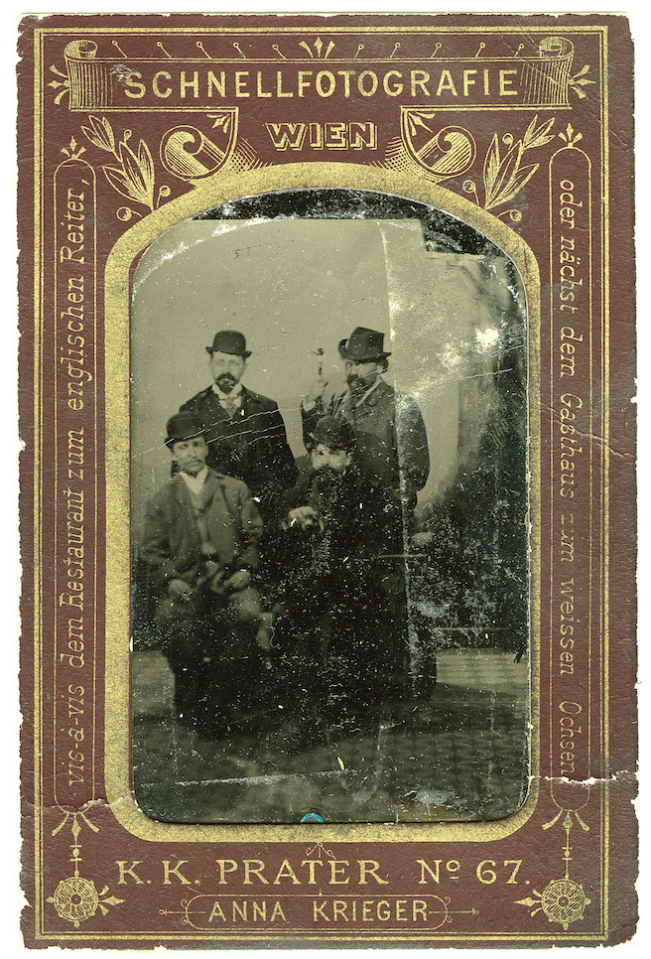
Vorne: Hugo von Hofmannsthal, Arthur Schnitzler, hinten: Richard Beer-Hofmann und Hermann Bahr. Ferrotypie von Anna Krieger (1895)

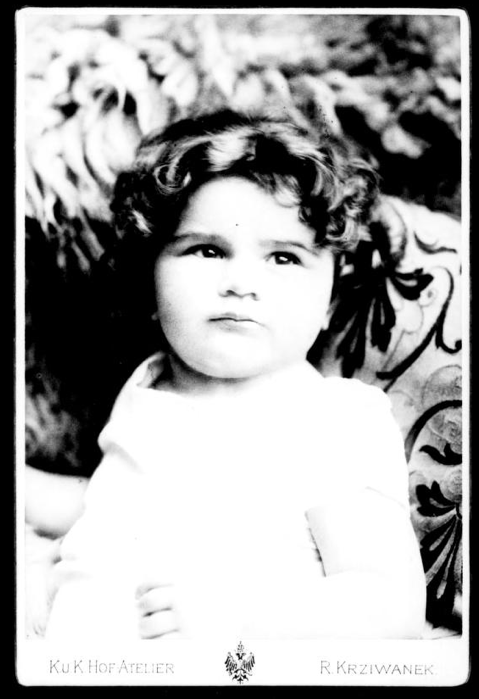
Mirjam Beer-Hofmann, die älteste Tochter, Ende Mai 1899

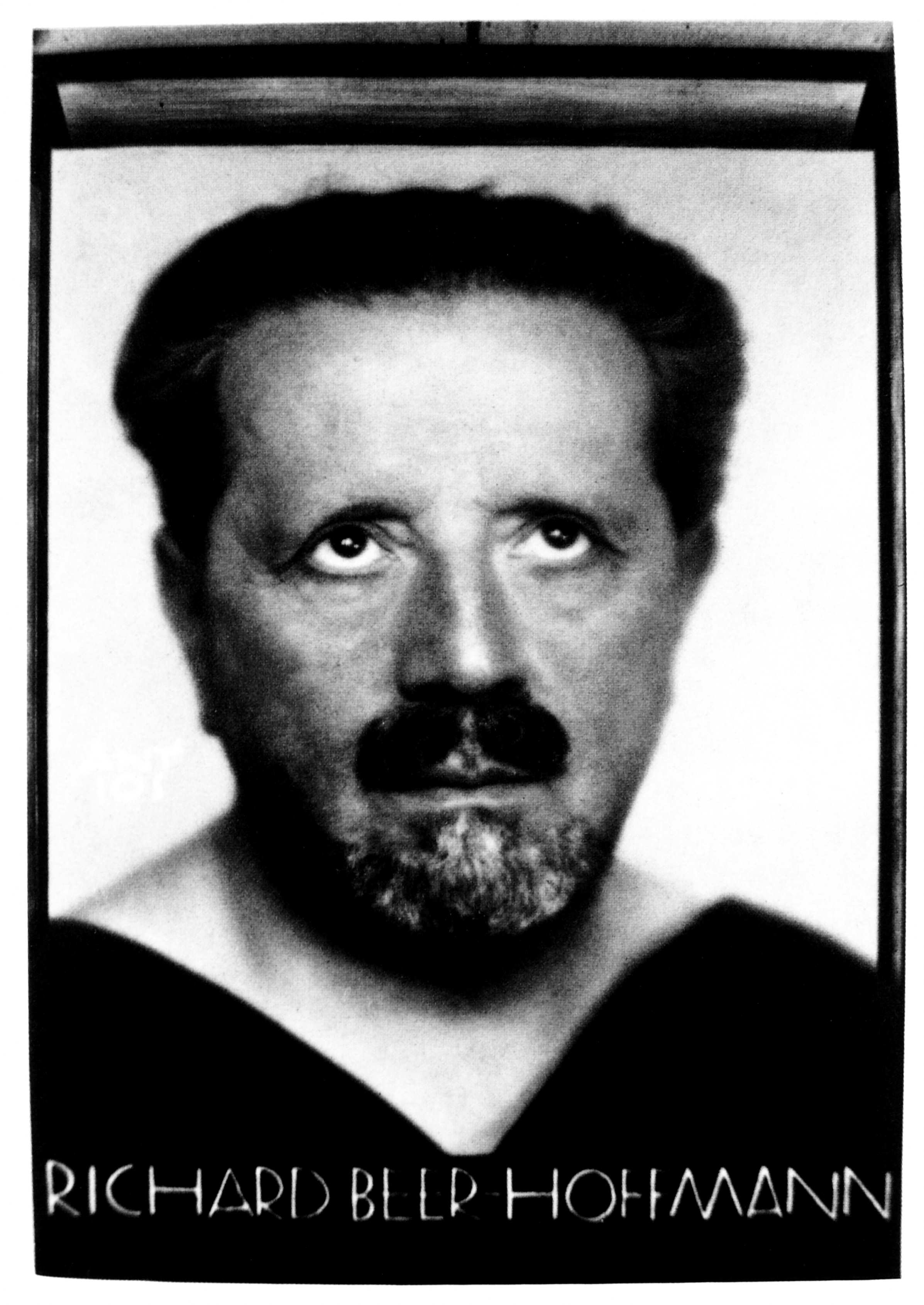
Aufnahme von Anton Josef Trčka (1925)

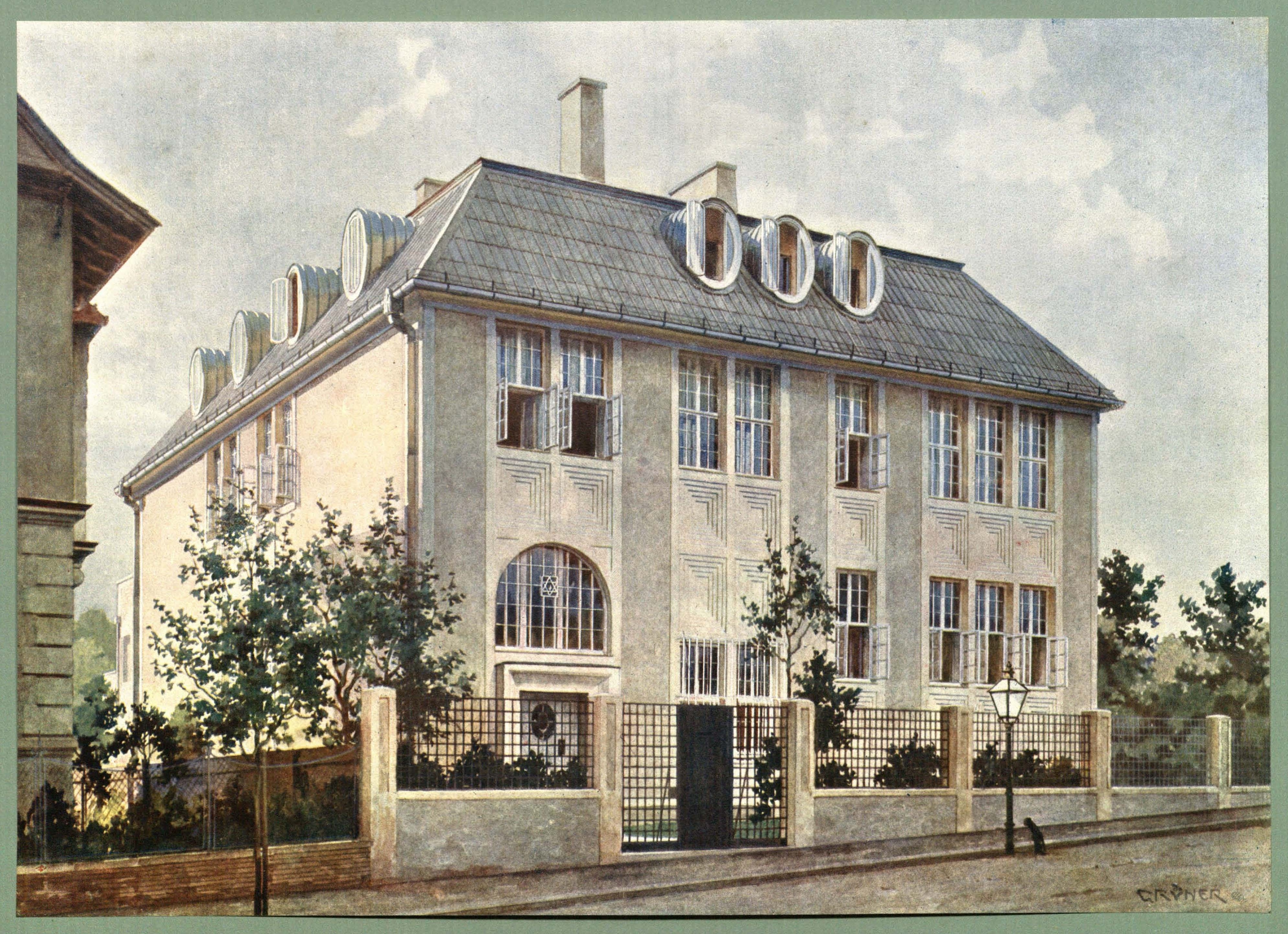
Richard Beer-Hofmanns Villa in Währing um 1905. Das von Josef Hoffmann entworfene Gebäude wurde 1970 abgebrochen.

Richard Beer kam als Sohn von Hermann Beer und Rosa, geb. Stöckerl zur Welt. Die Mutter starb am 17. Juli wenige Tage nach seiner Geburt und wurde im israelitischen Friedhof in Währing begraben. In der Folge wurde er am 30. Oktober 1883 von seiner Tante und ihrem Ehemann Alois Hofmann adoptiert, weswegen er den Doppelnamen Beer-Hofmann verwendete. Richard Beer-Hofmann wuchs im Hause der Tante und des Onkels in Brünn und Wien auf, wo er das Akademische Gymnasium besuchte. In den 1880er Jahren nahm er ein Jusstudium in Wien auf, das er 1890 mit seiner Promotion beendete. Um diese Zeit lernte er die Schriftsteller Hugo von Hofmannsthal, Hermann Bahr und Arthur Schnitzler kennen, mit denen ihn eine lange Freundschaft verbinden sollte. Finanziell gut abgesichert, konnte er als freier Schriftsteller leben, ohne sich durch diese Tätigkeit seinen Lebensunterhalt sichern zu müssen. 1898 heiratete er Pauline Anna Lissy, genannt Paula; das Paar hatte drei Kinder, Mirjam, Naëmah und Gabriel.

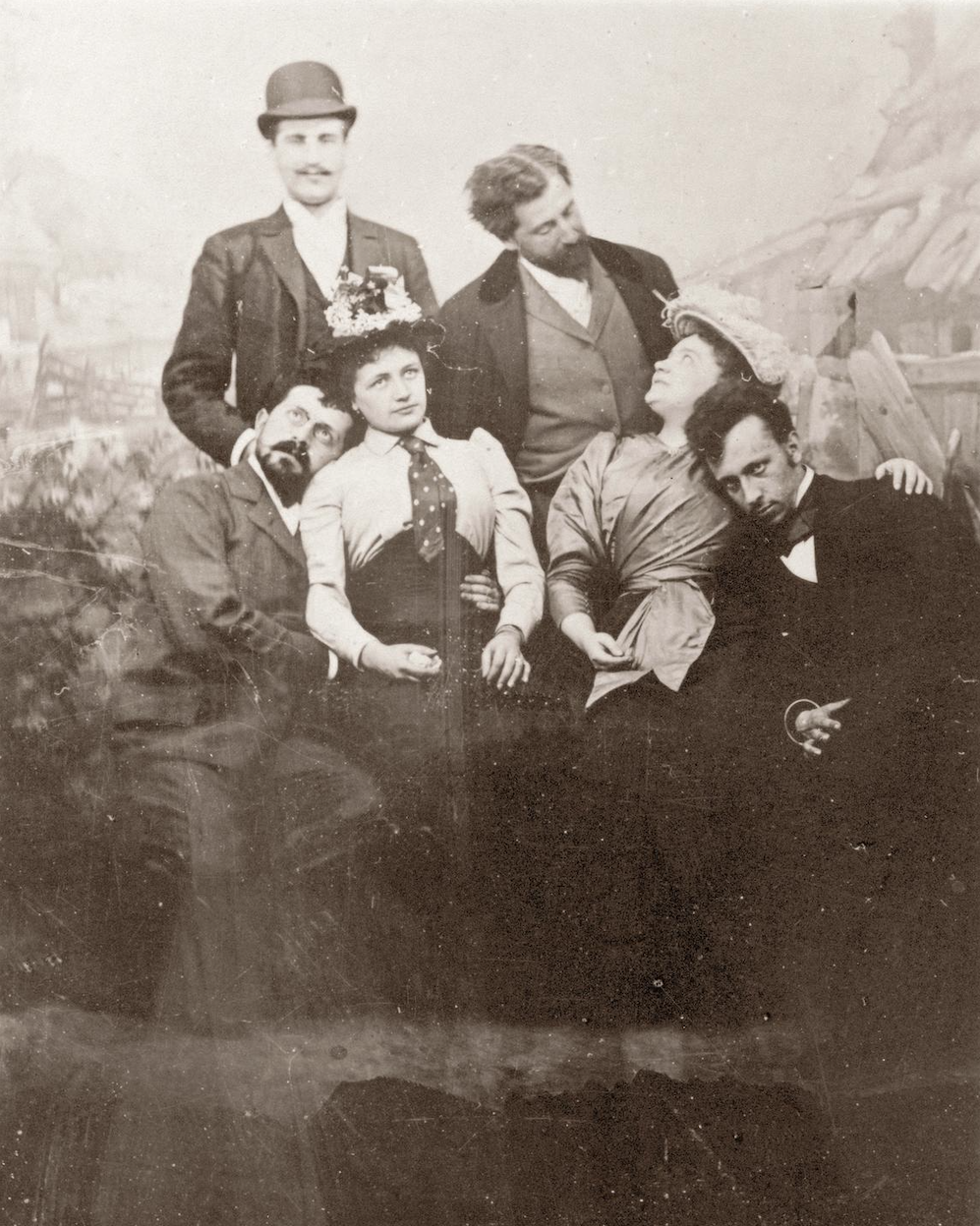
Fritz Mendl, Arthur Schnitzler, Richard Beer-Hofmann, Josefine Nebauer, Felix Salten, Julie Laska im Wiener Prater, vermutlich 18. Mai 1892

1893 erschien der Band Novellen (Das Kind, Camelias), es folgten Gedichte, darunter sein bekanntestes, Schlaflied für Mirjam (1898). 1900 erschien die Erzählung Der Tod Georgs und 1904 das Trauerspiel Der Graf von Charolais. Ab 1906 arbeitete Beer-Hofmann am Dramenzyklus Die Historie von König David, der jedoch unvollendet blieb. Nach dem Ersten Weltkrieg und der Inflationszeit gezwungen, um Lohn zu arbeiten, war er in den 1920er Jahren bis 1932 als Regisseur u. a. für Max Reinhardt tätig. In dieser Zeit äußerte er sich auch zur damals hochpolitisch geführten Diskussion um die nationale und auch sprachliche Eigenständigkeit der Österreicher. Zur einheitlichen norddeutsch geprägten Standardsprache meinte er etwa 1933:
„Wer in südlicherem, in österreichischem Land sitzt, wird, mit norddeutschem, ihm fremden Sprachgebrauch konfrontiert, entweder sich überzeugen lassen, daß der norddeutsche - nicht sein eigener Sprachgebrauch der richtige sei (...), oder er wird ihn zwar weiterhin (...) innerlich ablehnen, aber dennoch - sozusagen 'wider die Natur' . eingeschüchtert, mit schlechtem Gewissen, dem norddeutschen Sprachgebrauch sich fügen.“
Durch seine jüdische Abstammung war er seit dem Anschluss Österreichs (1938) bedroht. Erst am 19. August 1939 gelang Richard Beer-Hofmann die Emigration, zunächst in die Schweiz (Zürich), wo er vergeblich um eine Aufenthaltsbewilligung ersucht hatte, und zwei Wochen nach dem Tod seiner Frau, über den Hafen von Genua, nach New York. In den USA lebten zu diesem Zeitpunkt bereits seine beiden Töchter. Dort gab er die Arbeit am König David auf und widmete sich ganz dem Erinnerungswerk an seine geliebte, am 30. Oktober 1939 in Zürich verstorbene Frau Paula. Im Jahr 1945 erhielt er die amerikanische Staatsbürgerschaft. Er verstarb noch im selben Jahr und wurde an der Seite von Paula auf dem jüdischen Friedhof Unterer Friesenberg (Grab Nr. 2008/2009) beerdigt. Auch seine Töchter Mirjam und Naëmah sind hier beerdigt.

## Werkrezeption und Ehrungen
Stilistisch ist das Werk Beer-Hofmanns am ehesten der literarischen Strömung des Jugendstils zuzurechnen.
Beer-Hofmann wurde mehrfach ausgezeichnet, so mit dem Volks-Schillerpreis im Jahre 1905 in Deutschland und mit dem Preis des National Institute of Arts and Letters 1945 in den USA. Ein Jahr nach seinem Tod wurde in New York die Beer-Hofmann-Gesellschaft gegründet.
Im Jahr 1968 wurde in Wien-Floridsdorf (21. Bezirk) die Beer-Hofmann-Gasse und 2005 die Verlängerung dieser Gasse Beer-Hofmann-Weg nach ihm benannt. In Tel Aviv trägt die Straße vor der Immanuelkirche in der American Colony seinen Namen.
Sein Nachlass befindet sich an der Yale University Library in New Haven (Connecticut), in der Houghton Library an der Harvard University und, dieser Teil online verfügbar, in New York im Leo Baeck Institute.

## Werke
Verzeichnis aller Werke siehe Wikisource
- Novellen (1893)
- Schlaflied für Mirjam (Gedicht. 1897)
- Der Tod Georgs (Roman. 1900)
- Der Graf von Charolais. Ein Trauerspiel (1904)
- Gedenkrede auf Wolfgang Amadé Mozart (1906)
- Trilogie Die Historie von König David (unvollendet)
  - Jaákobs Traum. Ein Vorspiel (1918)
  - Der junge David. Sieben Bilder (1933)
  - Vorspiel auf dem Theater zu König David (1936)

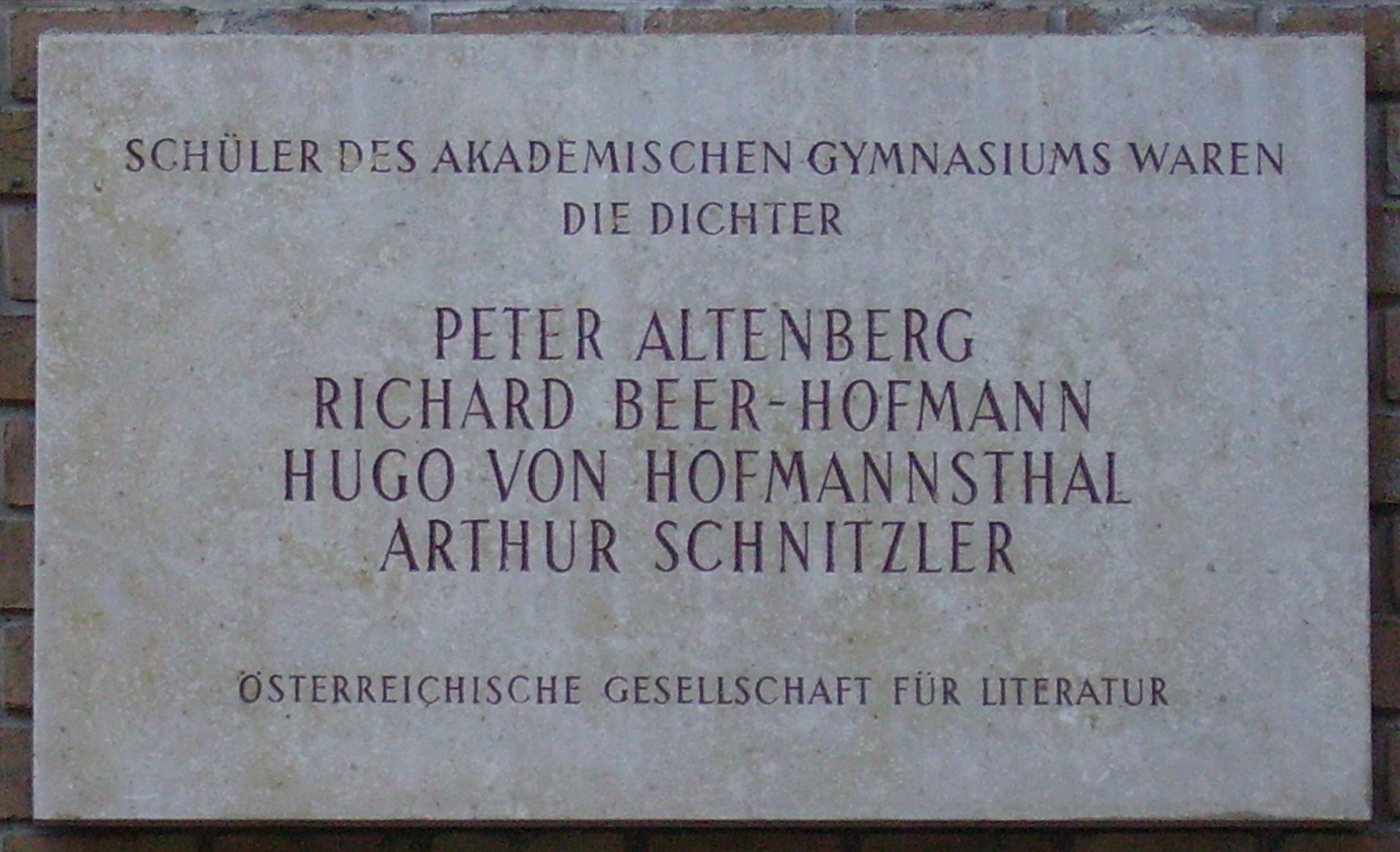
Gedenktafel am Akademischen Gymnasium

- Verse (1941)
- Paula. Ein Fragment (1949)

### Werkausgabe
1. Schlaflied für Mirjam. Lyrik, Prosa, Pantomime und andere verstreute Texte. Hg. von Günter Helmes, Michael M. Schardt und Andreas Thomasberger, Oldenburg 1998
2. Novellen. Hg. von Günter Helmes, Michael M. Schardt und Andreas Thomasberger, Oldenburg 1993
3. Der Tod Georgs. Roman. Hg. von Alo Allkemper, Günter Helmes, Michael M. Schardt und Andreas Thomasberger, Oldenburg 1994
4. Der Graf von Charolais. Ein Trauerspiel und andere dramatische Entwürfe. Hg. von Andreas Thomasberger, Günter Helmes und Michael M. Schardt, Oldenburg 1994
5. Die Historie von König David und andere dramatische Entwürfe. Hg. von Norbert O. Eke, Günter Helmes, Michael M. Schardt und Andreas Thomasberger, Oldenburg 1996
6. Paula. Ein Fragment. Hg. von Sören Eberhardt und Andreas Thomasberger, Oldenburg 1994
7. Briefe 1895–1945. Hg. von Alexander Košenina, Oldenburg 1999
8. Der Briefwechsel mit Paula 1896–1937. Unter Mitwirkung von Peter Michael Braunwarth hg. von Richard M. Sheirich, Oldenburg 2002

### Ausgaben
- Hugo von Hofmannsthal/Richard Beer-Hofmann: Briefwechsel. Hg. von Eugene Weber, Frankfurt am Main 1972
- Arthur Schnitzler: Briefwechsel mit Autorinnen und Autoren. Digitale Edition. Hg. Martin Anton Müller, Gerd Hermann Susen und Laura Untner, Korrespondenz mit Arthur Schnitzler
  - (Frühere, leicht gekürzten Ausgabe desselben Briefwechsels): Arthur Schnitzler/Richard Beer-Hofmann: Briefwechsel 1891–1931. Hg. von Konstanze Fliedl, Wien 1992
- Hermann Bahr, Arthur Schnitzler: Briefwechsel, Aufzeichnungen, Dokumente. Hg. Kurt Ifkovits, Martin Anton Müller. Göttingen: Wallstein 2018, ISBN 978-3-8353-3228-7. Briefe von und an Beer-Hofmann von Hermann Bahr

## Sonstiges
- 1999 fand im Jüdischen Museum der Stadt Wien die Ausstellung „Zu Gast bei Beer-Hofmann“ statt.